# Manuel I de Constantinoble
Manuel Caritòpul o Manuel Sarantè/Carantè (en llatí: Manuel Charitopoulus o Sarantenus/Carantenus, en grec antic: Μανουήλ Χαριτόπουλος o Σαραντηνός) va ser patriarca de Constantinoble de l'any 1215 al 1222. Va succeir a Màxim II, que havia governat l'Església Ortodoxa només durant sis mesos.
Era un patriarca erudit que va viure entre els segles xii i xiii, famós pels seus coneixements en filosofia. Va dirigir el patriarcat amb energia des de l'Imperi de Nicea, en una època difícil, quan Constantinoble estava ocupada per l'Imperi Llatí.
Se li atribueixen sovint tres decrets sinodals que consten al Ius Graeco-Romanum de Leunclavius i que segons Michel Le Quien podrien correspondre a Manuel II de Constantinoble. El va succeir Germà II de Constantinoble.